# Hypocacculus ferreri
Hypocacculus ferreri är en skalbaggsart som beskrevs av Yélamos 1992. Hypocacculus ferreri ingår i släktet Hypocacculus och familjen stumpbaggar. Inga underarter finns listade i Catalogue of Life.